# Mistrovství světa ve fotbale 1930
1. Mistrovství světa ve fotbale se konalo od 13. do 30. července 1930 v Uruguayi. Zúčastnilo se jej 13 celků. Finále se hrálo 30. července 1930. Celkem padlo na turnaji 70 branek, což je v průměru 3,9 branky na zápas. Nejlepším střelcem turnaje se stal s 8 brankami Argentinec Guillermo Stábile. Na turnaji dále zazářili uruguayjští hráči José Leandro Andrade či José Nasazzi. Vítězem turnaje a držitelem prvního titulu mistra světa se stalo mužstvo domácí Uruguaye.

## Pořadatelství
Kandidáty na pořadatelství prvního fotbalového mistrovství světa byli Itálie, Maďarsko, Nizozemsko, Španělsko, Švédsko a Uruguay. Kongres FIFA, který zasedal mezi 18. a 20. květnem 1929 v Barceloně, rozhodl ve prospěch Uruguayců. Patrně kvůli respektu k zemi dvojnásobných olympijských vítězů a také díky závazku, že Uruguay v pořadatelském městě Montevideo postaví stadión Estadio Centenario pro sto tisíc diváků. Uruguay navíc šampionát pořádala v rámci oslav stého výročí přijetí své první ústavy.
Fakt, že pořadatelskou zemí byla vybrána právě Uruguay, vzbudil v mnoha evropských zemích silné rozčarování. Pro národní týmy z Evropy, která byla ve 30. letech silně poznamenána probíhající hospodářskou krizí, představovala cesta do Jižní Ameriky příliš velkou finanční zátěž a mnohé kluby se odmítaly smířit s šestitýdenní absencí svých nejlepších hráčů.

## Zúčastněné země

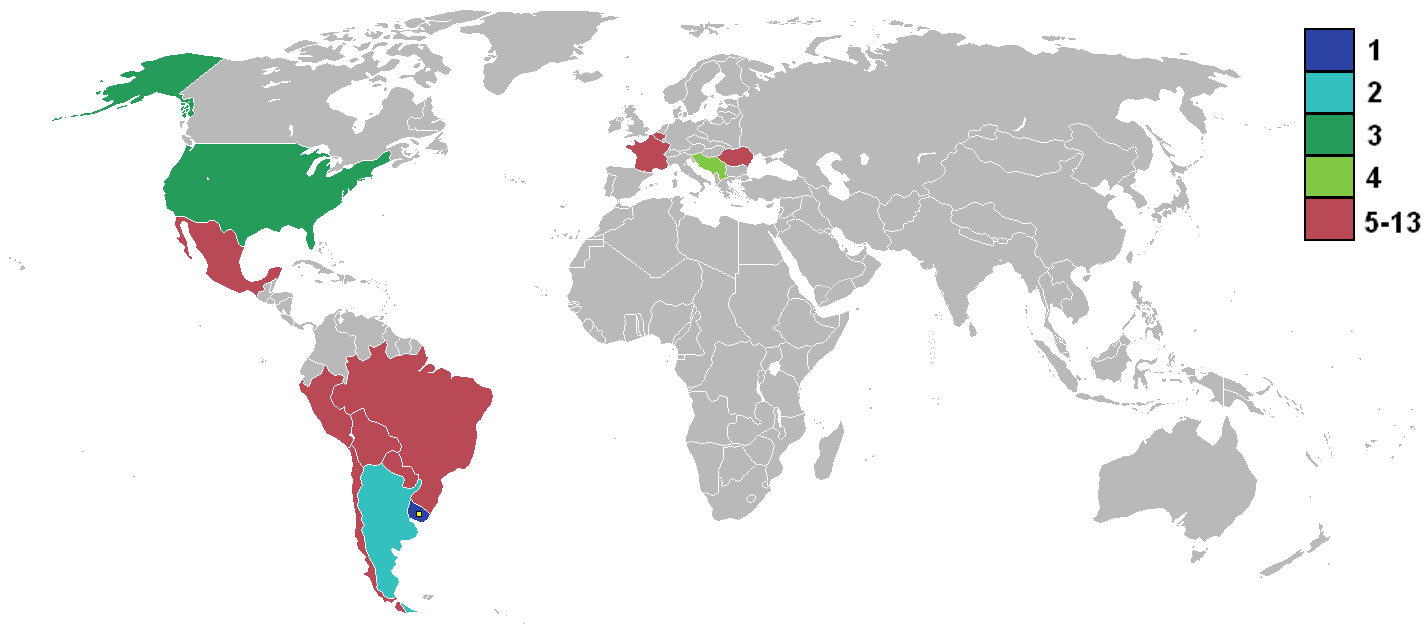
Mapa zemí, jež se zúčastnily prvního mistrovství světa ve fotbale. Tmavě modře zvýrazněn vítěz, světle modře poražený finalista, zeleně tým na třetím a světle zeleně tým na čtvrtém místě. Červenou barvou jsou označena ostatní družstva, jež se turnaje zúčastnila.

Před tímto mistrovství se žádná kvalifikace nehrála. Byli pozváni všichni tehdejší členové FIFA, kteří dostali na rozhodnutí, zda se zúčastnit, lhůtu do 28. února 1930. Nakonec přihlášku zaslalo 13 reprezentací. Z toho pouze čtveřice z Evropy, neboť cesta přes Atlantský oceán byla velmi nákladná. Pořadatelé nabídli účast také Anglii, která tehdy nebyla členem FIFA, ale byli odmítnuti. Nasazeni do čela skupin byli Uruguayci, Argentinci, Brazilci a tým USA.
| Vlajka     | Stát Archivováno 6. 9. 2015 na Wayback Machine. | Soupisky                                     |
| ---------- | ----------------------------------------------- | -------------------------------------------- |
| Belgie     | Belgie (Evropa)                                 | Archivováno 11. 10. 2015 na Wayback Machine. |
| Jugoslávie | Jugoslávie (Evropa)                             | Archivováno 3. 10. 2015 na Wayback Machine.  |
| Francie    | Francie (Evropa)                                | Archivováno 11. 10. 2015 na Wayback Machine. |
| Rumunsko   | Rumunsko (Evropa)                               | Archivováno 20. 11. 2015 na Wayback Machine. |
| Mexiko     | Mexiko (Střední Amerika)                        | Archivováno 20. 11. 2015 na Wayback Machine. |
|            | USA (Severní Amerika)                           | Archivováno 23. 9. 2015 na Wayback Machine.  |
|            | Brazílie (Jižní Amerika)                        | Archivováno 6. 10. 2015 na Wayback Machine.  |
| Uruguay    | Uruguay (Jižní Amerika)                         | Archivováno 15. 9. 2015 na Wayback Machine.  |
| Argentina  | Argentina (Jižní Amerika)                       | Archivováno 24. 9. 2015 na Wayback Machine.  |
|            | Paraguay (Jižní Amerika)                        | Archivováno 20. 11. 2015 na Wayback Machine. |
| Chile      | Chile (Jižní Amerika)                           | Archivováno 19. 11. 2015 na Wayback Machine. |
| Bolívie    | Bolívie (Jižní Amerika)                         | Archivováno 20. 11. 2015 na Wayback Machine. |
|            | Peru (Jižní Amerika)                            | Archivováno 20. 11. 2015 na Wayback Machine. |

## Skupinová fáze

### Skupina 1
| Poř. | Země      | Z | V | R | P | VG | IG | B |
| ---- | --------- | - | - | - | - | -- | -- | - |
| 1.   | Argentina | 3 | 3 | 0 | 0 | 10 | 4  | 6 |
| 2.   | Chile     | 3 | 2 | 0 | 1 | 5  | 3  | 4 |
| 3.   | Francie   | 3 | 1 | 0 | 2 | 4  | 3  | 2 |
| 4.   | Mexiko    | 3 | 0 | 0 | 3 | 4  | 13 | 0 |

| 13. července 1930                              |       |             |                                                                       |

Gól Guillerma Subiabreho, který rozhodl zápas mezi Chile a Francií

| Francie                                        | 4 – 1 | Mexiko      | Montevideo, Estadio Pocitos 3 000 diváků Rozhodčí: Lombardi (Uruguay) |
| L. Laurent 19' Langiller 40' Maschinot 43' 87' |       | Carreño 70' | Montevideo, Estadio Pocitos 3 000 diváků Rozhodčí: Lombardi (Uruguay) |

| 15. července 1930 |       |         |                                                                            |
| Argentina         | 1 – 0 | Francie | Montevideo, Estadio Parque Central 18 000 diváků Rozhodčí: Rege (Brazílie) |
| Monti 81'         |       |         | Montevideo, Estadio Parque Central 18 000 diváků Rozhodčí: Rege (Brazílie) |

| 16. července 1930           |       |        |                                                                               |
| Chile                       | 3 – 0 | Mexiko | Montevideo, Estadio Parque Central 7 000 diváků Rozhodčí: Christophe (Belgie) |
| Rosas (vl) 51' Vidal 3' 65' |       |        | Montevideo, Estadio Parque Central 7 000 diváků Rozhodčí: Christophe (Belgie) |

| 19. července 1930 |       |         |                                                                         |
| Chile             | 1 – 0 | Francie | Montevideo, Estadio Centenario 50 000 diváků Rozhodčí: Tejada (Uruguay) |
| Subiabre 67'      |       |         | Montevideo, Estadio Centenario 50 000 diváků Rozhodčí: Tejada (Uruguay) |

| 19. července 1930                              |       |                                      |                                                                          |
| Argentina                                      | 6 – 3 | Mexiko                               | Montevideo, Estadio Centenario 50 000 diváků Rozhodčí: Saucedo (Bolívie) |
| Stábile 8' 17' 80' Zumelzú 12' 55' Varallo 53' |       | M. Rosas 42' (penalta) 65' Gayón 75' | Montevideo, Estadio Centenario 50 000 diváků Rozhodčí: Saucedo (Bolívie) |

| 22. července 1930               |       |              |                                                                          |
| Argentina                       | 3 – 1 | Chile        | Montevideo, Estadio Centenario 35 000 diváků Rozhodčí: Langenus (Belgie) |
| Stábile 12' 13' M. Evaristo 51' |       | Subiabre 15' | Montevideo, Estadio Centenario 35 000 diváků Rozhodčí: Langenus (Belgie) |

### Skupina 2
| Poř. | Země       | Z | V | R | P | VG | IG | B |
| ---- | ---------- | - | - | - | - | -- | -- | - |
| 1.   | Jugoslávie | 2 | 2 | 0 | 0 | 6  | 1  | 4 |
| 2.   | Brazílie   | 2 | 1 | 0 | 1 | 5  | 2  | 2 |
| 3.   | Bolívie    | 2 | 0 | 0 | 2 | 0  | 8  | 0 |

| 14. července 1930    |       |               |                                                                             |

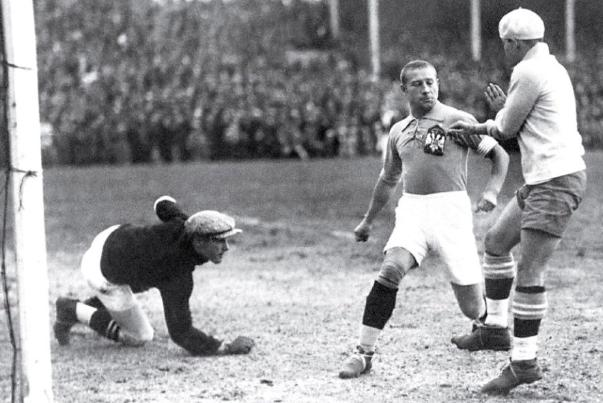
Jugoslávský brankář Milovan Jakšić a obránce Dragoslav Mihajlović v souboji s Brazilcem Teóphilem

| Jugoslávie           | 2 – 1 | Brazílie      | Montevideo, Estadio Parque Central 20 000 diváků Rozhodčí: Tejada (Uruguay) |
| Tirnanić 21' Bek 30' |       | Preguinho 62' | Montevideo, Estadio Parque Central 20 000 diváků Rozhodčí: Tejada (Uruguay) |

| 17. července 1930                          |       |         |                                                                               |
| Jugoslávie                                 | 4 – 0 | Bolívie | Montevideo, Estadio Parque Central 20 000 diváků Rozhodčí: Mateucci (Uruguay) |
| Bek 60' 67' Marjanović 65' Vujadinović 85' |       |         | Montevideo, Estadio Parque Central 20 000 diváků Rozhodčí: Mateucci (Uruguay) |

| 20. července 1930                  |       |         |                                                                         |
| Brazílie                           | 4 – 0 | Bolívie | Montevideo, Estadio Centenario 12 000 diváků Rozhodčí: Balway (Francie) |
| Moderato 37' 73' Preguinho 67' 83' |       |         | Montevideo, Estadio Centenario 12 000 diváků Rozhodčí: Balway (Francie) |

### Skupina 3
| Poř. | Země     | Z | V | R | P | VG | IG | B |
| ---- | -------- | - | - | - | - | -- | -- | - |
| 1.   | Uruguay  | 2 | 2 | 0 | 0 | 5  | 0  | 4 |
| 2.   | Rumunsko | 2 | 1 | 0 | 1 | 3  | 5  | 2 |
| 3.   | Peru     | 2 | 0 | 0 | 2 | 1  | 4  | 0 |

| 14. července 1930              |       |                    |                                                                    |

Zákrok rumunského brankáře Lăpușneanua v zápase s Peru

| Rumunsko                       | 3 – 1 | Peru               | Montevideo, Estadio Pocitos 2 000 diváků Rozhodčí: Warnken (Chile) |
| Desu 1' Stanciu 79' Kovacs 89' |       | Souza Ferreira 75' | Montevideo, Estadio Pocitos 2 000 diváků Rozhodčí: Warnken (Chile) |

| 18. července 1930 |       |      |                                                                          |
| Uruguay           | 1 – 0 | Peru | Montevideo, Estadio Centenario 85 000 diváků Rozhodčí: Langenus (Belgie) |
| Castro 60'        |       |      | Montevideo, Estadio Centenario 85 000 diváků Rozhodčí: Langenus (Belgie) |

| 21. července 1930                         |       |          |                                                                        |
| Uruguay                                   | 4 – 0 | Rumunsko | Montevideo, Estadio Centenario 80 000 diváků Rozhodčí: Rege (Brazílie) |
| Dorado 7' Scarone 24' Anselmo 30' Cea 35' |       |          | Montevideo, Estadio Centenario 80 000 diváků Rozhodčí: Rege (Brazílie) |

### Skupina 4
| Poř. | Země     | Z | V | R | P | VG | IG | B |
| ---- | -------- | - | - | - | - | -- | -- | - |
| 1.   | USA      | 2 | 2 | 0 | 0 | 6  | 0  | 4 |
| 2.   | Paraguay | 2 | 1 | 0 | 1 | 1  | 3  | 2 |
| 3.   | Belgie   | 2 | 0 | 0 | 2 | 0  | 4  | 0 |

| 13. července 1930                   |       |        |                                                                               |

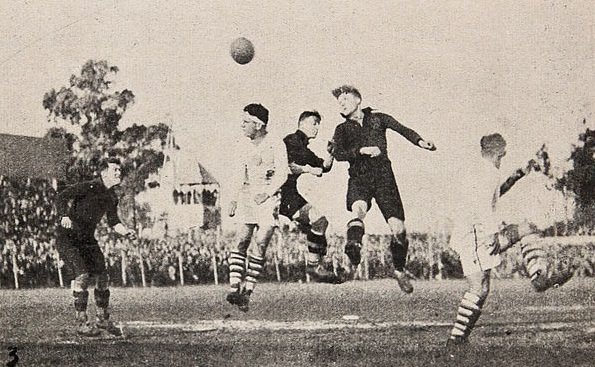
Boj o míč v utkání Belgie a Spojených států

| USA                                 | 3 – 0 | Belgie | Montevideo, Estadio Parque Central 15 000 diváků Rozhodčí: Macias (Argentina) |
| McGhee 23' Florie 45' Patenaude 69' |       |        | Montevideo, Estadio Parque Central 15 000 diváků Rozhodčí: Macias (Argentina) |

| 17. července 1930     |       |          |                                                                               |
| USA                   | 3 – 0 | Paraguay | Montevideo, Estadio Parque Central 20 000 diváků Rozhodčí: Macias (Argentina) |
| Patenaude 10' 15' 50' |       |          | Montevideo, Estadio Parque Central 20 000 diváků Rozhodčí: Macias (Argentina) |

| 20. července 1930 |       |        |                                                                            |
| Paraguay          | 1 – 0 | Belgie | Montevideo, Estadio Centenario 12 000 diváků Rozhodčí: Vallarino (Uruguay) |
| Vargas Pena 40'   |       |        | Montevideo, Estadio Centenario 12 000 diváků Rozhodčí: Vallarino (Uruguay) |

## Vyřazovací fáze

### Semifinále
| 26. července 1930                                       |       |           |                                                                          |
| Argentina                                               | 6 – 1 | USA       | Montevideo, Estadio Centenario 60 000 diváků Rozhodčí: Langenus (Belgie) |
| Monti 20' Scopelli 56' Stábile 69' 87' Peucelle 80' 85' |       | Brown 89' | Montevideo, Estadio Centenario 60 000 diváků Rozhodčí: Langenus (Belgie) |

| 27. července 1930                           |       |                |                                                                        |
| Uruguay                                     | 6 – 1 | Jugoslávie     | Montevideo, Estadio Centenario 80 000 diváků Rozhodčí: Rege (Brazílie) |
| Cea 18' 67' 72' Anselmo 20' 31' Iriarte 63' |       | Vujadinović 4' | Montevideo, Estadio Centenario 80 000 diváků Rozhodčí: Rege (Brazílie) |

### Finále
| 30. července 1930                         |       |                          |                                                                          |
| Uruguay                                   | 4 – 2 | Argentina                | Montevideo, Estadio Centenario 93 000 diváků Rozhodčí: Langenus (Belgie) |
| Dorado 12' Cea 57' Iriarte 68' Castro 89' |       | Peucelle 20' Stábile 37' | Montevideo, Estadio Centenario 93 000 diváků Rozhodčí: Langenus (Belgie) |

## Vítěz
| Mistrovství světa ve fotbale 1930 Uruguay |

## Galerie

První mistři světa, tým Uruguaye
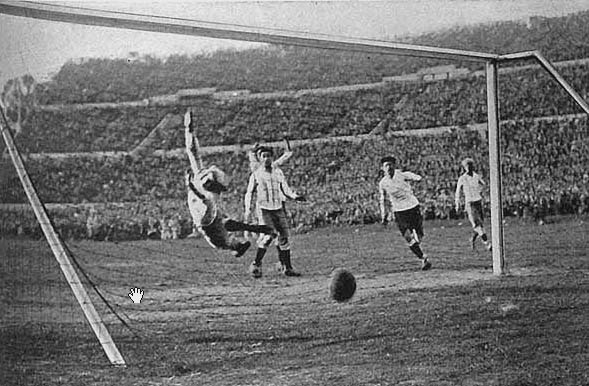
Gól Héctora Castra ve finálovém zápase
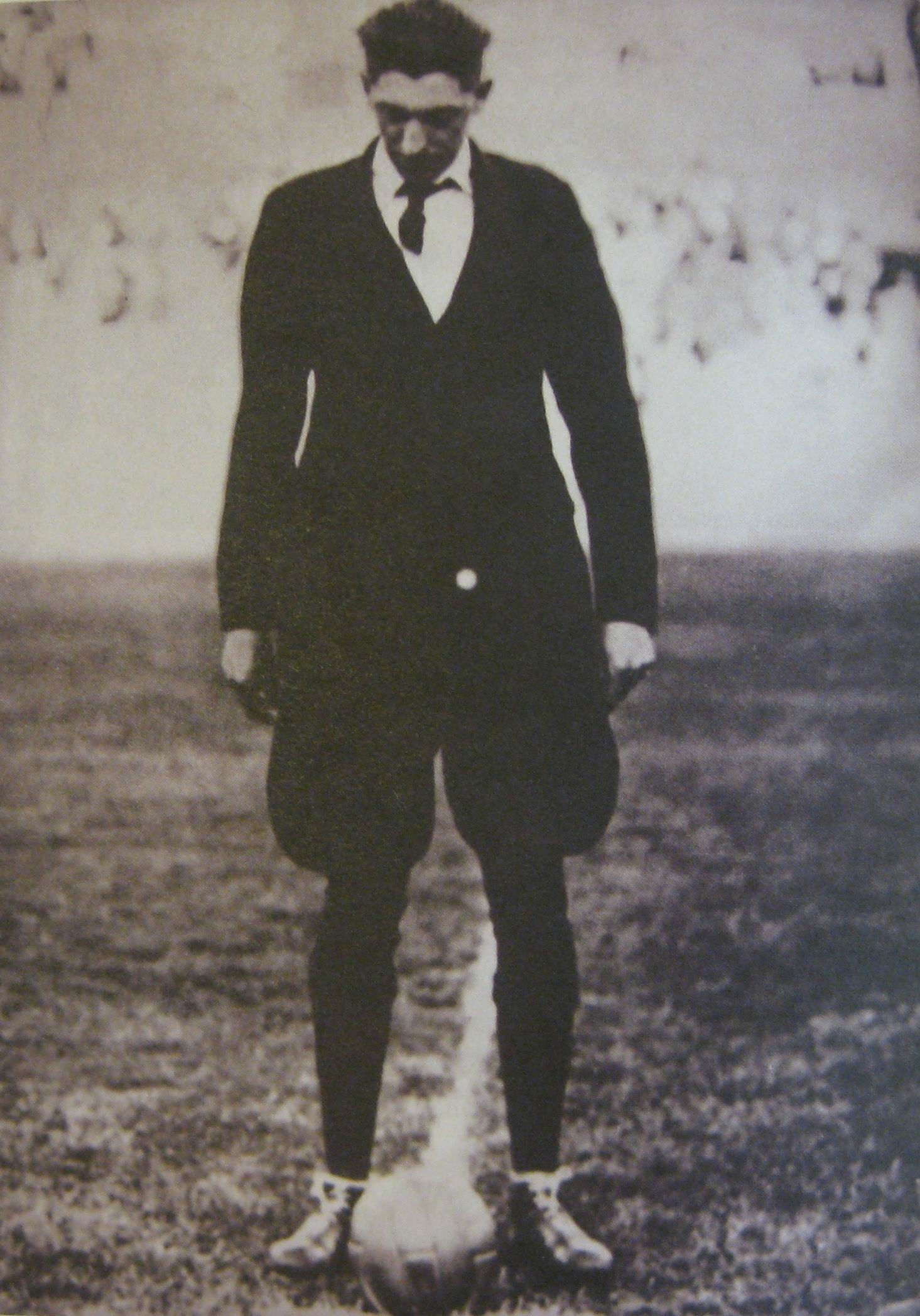
Belgičan John Langenus, který byl rozhodčím ve finále mezi týmy Uruguaye a Argentiny
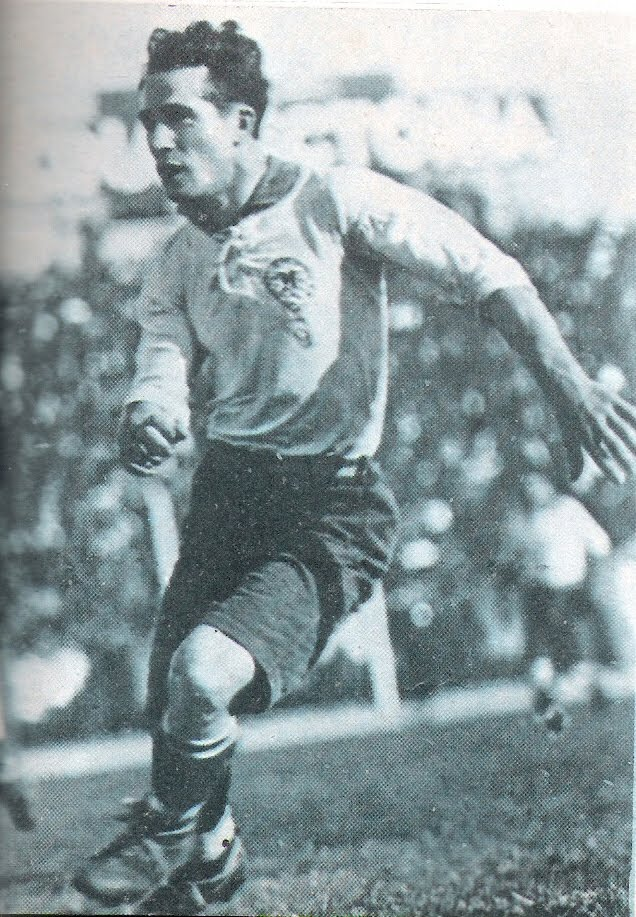
Argentinec Guillermo Stábile, nejlepší střelec turnaje
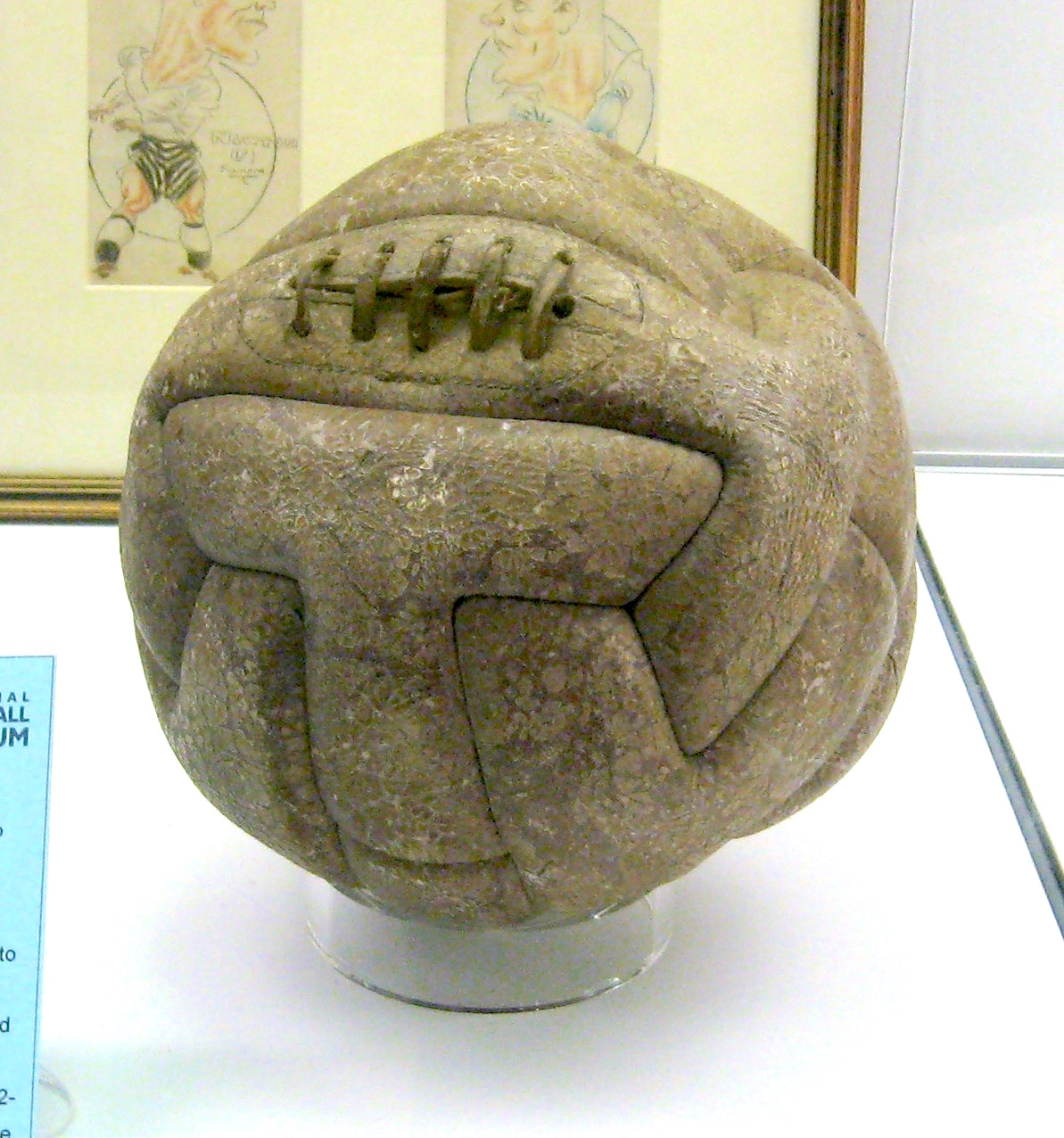
Míč, s nímž se hrál druhý poločas finálového zápasu

## Tabulka střelců
| #   | Jméno               | Země       | Gólů | Zápasů |
| --- | ------------------- | ---------- | ---- | ------ |
| 1.  | Guillermo Stábile   | Argentina  | 8    | 4      |
| 2.  | Pedro Cea           | Uruguay    | 5    | 4      |
| 3.  | Bert Patenaude      | USA        | 4    | 3      |
| 5.  | Peregrino Anselmo   | Uruguay    | 3    | 2      |
| 5.  | Ivan Bek            | Jugoslávie | 3    | 3      |
| 5.  | Carlos Peucelle     | Argentina  | 3    | 4      |
| 5.  | Preguinho           | Brazílie   | 3    | 2      |
| 8.  | Héctor Castro       | Uruguay    | 2    | 2      |
| 8.  | Pablo Dorado        | Uruguay    | 2    | 3      |
| 8.  | Santos Iriarte      | Uruguay    | 2    | 4      |
| 8.  | André Maschinot     | Francie    | 2    | 2      |
| 8.  | Moderato            | Brazílie   | 2    | 1      |
| 8.  | Luis Monti          | Argentina  | 2    | 4      |
| 8.  | Manuel Rosas        | Mexiko     | 2    | 3      |
| 8.  | Guillermo Subiabre  | Chile      | 2    | 3      |
| 8.  | Carlos Vidal        | Chile      | 2    | 3      |
| 8.  | Đorđe Vujadinović   | Jugoslávie | 2    | 3      |
| 8.  | Adolfo Zumelzú      | Argentina  | 2    | 1      |
| 19. | Jim Brown           | USA        | 1    | 3      |
| 19. | Juan Carreño        | Mexiko     | 1    | 3      |
| 19. | Adalbert Deșu       | Rumunsko   | 1    | 2      |
| 19. | Mario Evaristo      | Argentina  | 1    | 4      |
| 19. | Tom Florie          | USA        | 1    | 3      |
| 19. | Roberto Gayón       | Mexiko     | 1    | 2      |
| 19. | Marcel Langiller    | Francie    | 1    | 3      |
| 19. | Lucien Laurent      | Francie    | 1    | 2      |
| 19. | Blagoje Marjanović  | Jugoslávie | 1    | 3      |
| 19. | Bart McGhee         | USA        | 1    | 3      |
| 19. | Héctor Scarone      | Uruguay    | 1    | 3      |
| 19. | Alejandro Scopelli  | Argentina  | 1    | 1      |
| 19. | Luis Souza          | Peru       | 1    | 2      |
| 19. | Constantin Stanciu  | Rumunsko   | 1    | 1      |
| 19. | Aleksandar Tirnanić | Jugoslávie | 1    | 3      |
| 19. | Francisco Varallo   | Argentina  | 1    | 4      |
| 19. | Benítez Cáceres     | Paraguay   | 1    | 2      |

## Zajímavosti
- První světový šampionát se hrál v jediném městě (Montevideo), což se už nikdy neopakovalo. Bylo to také jediné mistrovství světa, na kterém se nezrodil ani jeden nerozhodný výsledek.
- Byl to jediný šampionát, kde se nehrál zápas o třetí místo a bronzové medaile dostali oba poražení semifinalisté. Historik Hyder Jawad ve své knize o MS 1930 tvrdí, že původně se zápas měl hrát, ale Jugoslávci k němu odmítli nastoupit, protože se cítili poškození rozhodčím v semifinále proti domácímu týmu. V roce 1986 FIFA rozhodla, že třetí místo obsadili Američané, protože měli lepší celkové skóre.
- Uruguayci vyhráli mistrovství bez ztráty bodu a s celkovým skóre 15:3, což je historicky nejlepší bilance. Maďarská zlatá jedenáctka měla v roce 1954 skóre 27:10, ale titul nezískala.
- V Brazílii se nepohodli při sestavování nominace funkcionáři z Rio de Janeiro a São Paula. Na turnaj tak nakonec jeli pouze hráči z Ria (jedinou výjimkou byl Araken Patusca ze Santos FC). V Jugoslávii zase bojkotovaly reprezentaci všechny chorvatské kluby, tým tvořili hráči z Bělehradu posílení o tři legionáře z francouzské ligy (Jugoslávie byla jediným účastníkem prvního MS, za kterého hráli fotbalisté působící v cizině). Klíčoví hráči chyběli také Francii (Manuel Anatol) a Belgii (Raymond Braine), protože je neuvolnili zaměstnavatelé. Tým USA, který překvapivě postoupil do semifinále, tvořili převážně naturalizovaní Britové, působící v profesionální American Soccer League.
- První gól v dějinách MS vstřelil Francouz Lucien Laurent v 19. minutě zápasu s Mexikem. V souběžně hraném utkání USA—Belgie vychytal americký gólman Jimmy Douglas jako první nulu. První hattrick si připsal Bert Patenaude (USA) v zápase s Paraguayí. První pokutový kop zahrával Carlos Vidal z Chile proti Francii a neproměnil. Prvním vyloučeným hráčem na MS byl Peruánec Plácido Galindo v utkání s Rumunskem.
- Mexičan Manuel Rosas vstřelil proti Chile první vlastní gól v dějinách MS. V dalším zápase proti Argentině zaznamenal historicky první branku z penalty. Zároveň se stal v osmnácti letech nejmladším střelcem mistrovství světa, tento rekord překonal v roce 1958 Pelé.
- Argentinský útočník Manuel Ferreira nenastoupil k zápasu proti Mexiku, protože musel jako student práv jet do Buenos Aires skládat ročníkové zkoušky. Nahradil ho Guillermo Stábile, který ve svém prvním reprezentačním zápase vstřelil tři branky.
- K utkání Brazílie—Bolívie nastoupily oba týmy v bílých dresech, teprve o poločase se Bolivijci převlékli do náhradní sady triček.
- Brazilský rozhodčí Gilberto de Almeida Rego odpískal konec zápasu Francie—Argentina v 84. minutě, kdy šel za stavu 0:1 francouzský hráč Marcel Langiller sám na brankáře. Po protestech Francouzů se zápas dohrál, ale gól už nepadl.
- Při nedostatku rozhodčích vypomohli s píšťalkou i trenér Bolívie Ulises Saucedo a Rumunska Constantin Rădulescu. Rozhodčí finálového zápasu John Langenus (zajímavý mj. tím, že na hřišti vždy nosil kravatu a čepici s kšiltem) se o své nominaci dozvěděl v Buenos Aires, odkud ho přepravil rychlý policejní člun, aby stihl začátek utkání. Zároveň muselo být odloženo vyplutí lodi, která ho měla odvést zpátky do Evropy. Méně štěstí měly tisíce argentinských fanoušků, jejichž lodě v husté mlze nad Rio de la Plata zabloudily a dostaly se do Montevidea až po skončení zápasu.
- Už ani jeden účastník MS 1930 není naživu. Jako poslední zemřel 30. srpna 2010 Francisco Varallo ve věku sto let.